# Revista científica

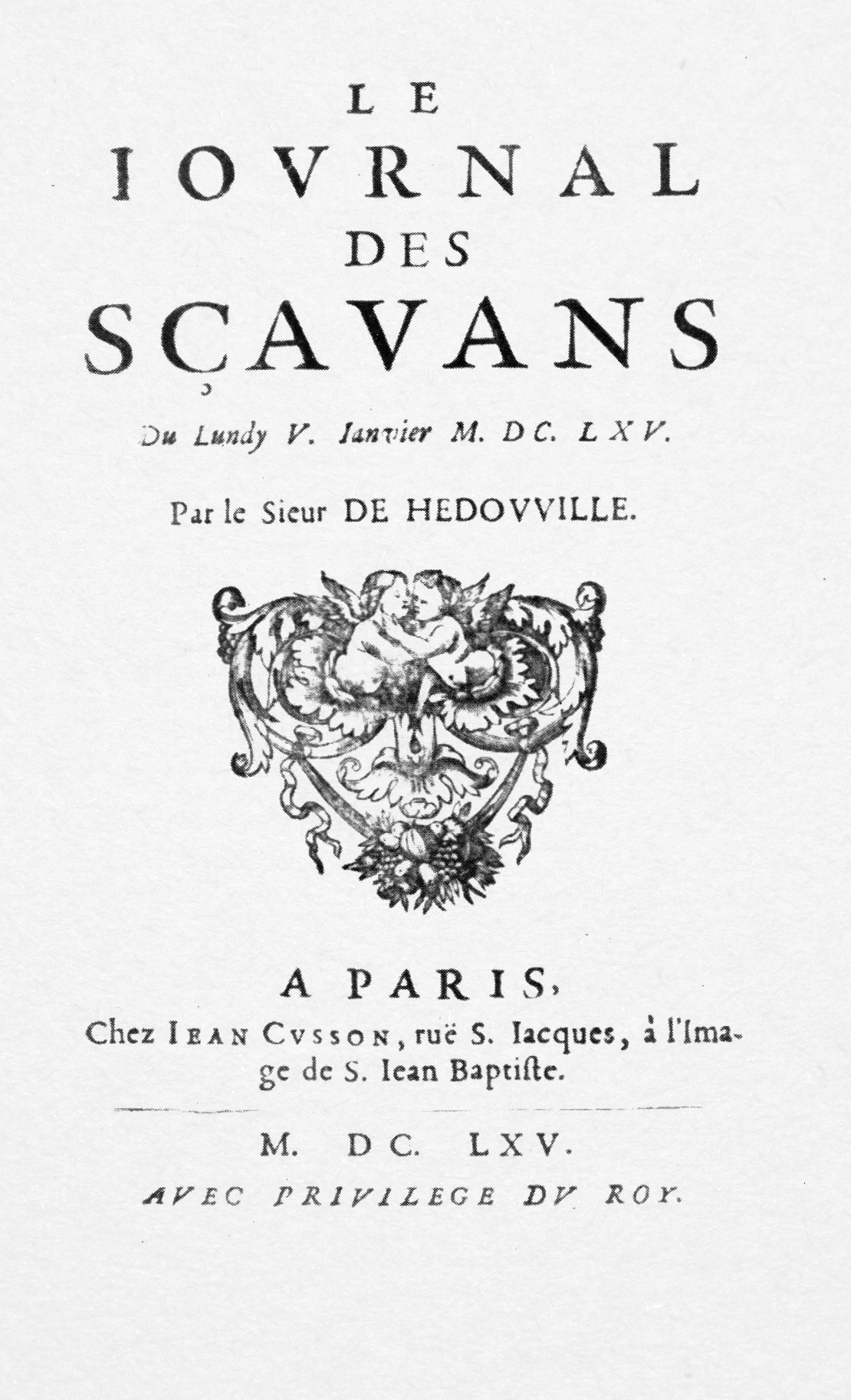
Capa do Le Journal des Sçavans

Uma revista científica ou revista acadêmica, também chamado de periódico científico ou periódico acadêmico, é uma publicação periódica que promove e divulga os resultados das pesquisas científicas. A maioria das revistas são altamente especializadas, embora algumas das publicações mais antigas tais como Nature publiquem artigos e dissertações científicas abrangendo uma vasta gama de campos científicos. Revistas científicas contém artigos que foram submetidos a revisão por pares, numa tentativa de assegurar que estes artigos vão ao encontro dos padrões de qualidade e validade científica da publicação. Embora revistas científicas sejam superficialmente similares a revistas profissionais, na verdade elas são bem diferentes destas. Edições de uma revista científica raramente são lidas casualmente, como se lê uma revista qualquer. A publicação dos resultados de pesquisa é parte essencial do método científico; eles geralmente devem suprir detalhes suficientes sobre um experimento, para que um pesquisador independente possa repetir o processo e verificar os resultados. Cada artigo da revista se torna parte de um registro científico permanente.
A história das revistas científicas começa em 1665, quando o francês Journal des Savants e o inglês Philosophical Transactions of the Royal Society começaram a publicar sistematicamente resultados de pesquisas científicas. Mais de mil publicações, a maioria de existência efêmera, foram fundadas no século XVIII, e o número aumentou rapidamente depois disso.

## Tipos de artigos
Existem vários tipos de artigos científicos; a terminologia exata e as definições variam de campo e de publicação, mas frequentemente incluem:
- Letters: ("cartas", também chamadas de comunicações, e que não devem ser confundidas com as cartas ao editor) são descrições breves de importantes descobertas em pesquisas atuais as quais são rapidamente despachadas para publicação imediata porque são consideradas urgentes;
- Notas breves: são descrições curtas de descobertas em pesquisas atuais e que são consideradas menos urgentes ou importantes do que as Letters;
- Artigos: possuem geralmente entre cinco e vinte páginas e são uma descrição completa de descobertas originais feitas em pesquisas atuais. Existem variações consideráveis entre campos científicos e periódicos: artigos de 80 páginas não são raros em matemática ou ciência da computação teórica;
- Documento suplementar: contém um grande volume de dados tabulados que são a resultante de pesquisa atual e podem conter dúzias ou centenas de páginas preenchidas principalmente com dados numéricos. Hoje em dia, alguns periódicos somente publicam estes dados sob forma eletrônica, na internet;
- Revisão de literatura: não cobrem pesquisas originais, mas resultados acumulados de muitos artigos diferentes sobre um tópico em particular numa narrativa coerente sobre o estado da arte naquele campo. Exemplos de revisões incluem as séries de periódicos Nature Reviews e Trends in, as quais convidam expertos para escrever sobre suas especializações e depois submetem o artigo à revisão por pares antes de sua publicação. Outros periódicos, tais como a série Current Opinion, são menos rigorosos na revisão de cada artigo e, em vez disso, confiam no autor para apresentar uma perspectiva acurada e imparcial. Revisões de literatura fornecem informações sobre o tópico, bem como referências quanto a pesquisa original.

Os formatos de artigos em periódicos variam, mas muitos seguem o esquema geral IMRAD, recomendado pelo International Committee of Medical Journal Editors (ICMJE). Tais artigos começam com um resumo em língua estrangeira, que é uma síntese do paper contendo um a quatro parágrafos. A introdução, que faz uma exposição geral da pesquisa, incluindo uma revisão das pesquisas similares. A seção de material e métodos ou metodologia, detalha os procedimentos utilizados na pesquisa, de forma a que ela possa ser reproduzida por outrem. A seção de 'resultados e discussão faz a apresentação dos resultados obtidos e discute suas implicações. Finalmente, a conclusão coloca a pesquisa em seu contexto, sugere possíveis aplicações e a realização de pesquisas complementares.
Em acréscimo ao acima explicitado, alguns periódicos científicos tais como Science, incluem uma seção de notícias onde desenvolvimentos científicos (frequentemente envolvendo questões políticas) são descritos. Estes artigos são frequentemente escritos por jornalistas especializados e não por cientistas. Além disso, outros periódicos incluem um editorial e uma seção de cartas ao editor. Embora estes sejam artigos publicados num periódico científico, não são geralmente considerados como artigos científicos porque não passaram pela revisão dos pares.

## Publicação eletrônica
Uma das formas é o equivalente online do periódico em papel. Por volta de 2006, quase todos os periódicos científicos os tinham, embora mantendo seu processo de revisão por pares, criado versões eletrônicas; alguns chegaram mesmo a transformar-se em publicações inteiramente eletrônicas. A maioria das bibliotecas acadêmicas assinam as versões eletrônicas e compram cópias em papel somente dos títulos mais importantes e mais utilizados.
Geralmente, ocorre um intervalo de vários meses entre a redação de um artigo e sua publicação num periódico, o que não faz destas edições em papel um formato ideal para anunciar as pesquisas mais recentes. Muitos periódicos agora publicam os artigos finalizados em sua versão eletrônica assim que eles ficam prontos, sem esperar pela montagem de uma edição completa, como seria necessário em papel. Em muitos campos onde uma velocidade ainda maior é necessária, tal como a física, o papel do periódico em disseminar as pesquisas mais recentes têm sido substituída em larga escala por servidores de pré-publicação (preprint), tais como o arXiv.org. Quase todos os artigos pré-publicados são eventualmente publicados em periódicos tradicionais, os quais ainda desempenham um papel importante no controle de qualidade, arquivo de artigos e no estabelecimento do crédito científico.

## Custos
Muitos cientistas e bibliotecários têm há muito protestado contra o custo dos periódicos científicos, especialmente ao constatar que seus pagamentos afluem para editoras com fins lucrativos. Para permitir que seus pesquisadores acessem periódicos online, as universidades geralmente adquirem site licenses ("licenças empresariais"), permitindo o acesso para qualquer membro da universidade - e, com autorização apropriada, para usuários afiliados à universidade em casa ou outros lugares. Isto pode ser bastante dispendioso, às vezes muito mais do que o custo de uma assinatura da versão impressa - embora isso reflita o número de pessoas que estarão usando a licença; uma assinatura do periódico impresso é o custo para que apenas uma pessoa receba o periódico, enquanto uma licença empresarial permite que centenas de pessoas acessem a informação.
Publicações feitas por sociedades científicas, também conhecidas como NFP (not-for-profit-publishers ou "editoras sem fins lucrativos"), geralmente custam menos do que àquelas feitas por editoras comerciais, mas os preços de seus periódicos científicos são ainda assim, geralmente de vários milhares de dólares por ano. Todavia, este dinheiro é geralmente usado para financiar as atividades das sociedades científicas que editam tais periódicos, ou é investido em recursos acadêmicos adicionais para cientistas, e assim o dinheiro permanece dentro da esfera científica, beneficiando-a.
Apesar da transição para a publicação eletrônica, a serial crisis persiste.
Preocupações quanto a custos e acesso livre levaram à criação de periódicos de acesso irrestrito, tais como a família Public Library of Science (PLoS) e periódicos parcialmente abertos ou com custos reduzidos, tais como o Journal of High Energy Physics. Todavia, editores profissionais ainda têm de ser pagos e o PLoS ainda depende profundamente de doações de fundações para cobrir a maior parte dos seus custos operacionais; periódicos menores frequentemente não possuem acesso a tais recursos.
Um artigo intitulado "Online or Invisible?" usou argumentos estatísticos para provar que a publicação eletrônica online e até certo ponto o acesso livre, contribuíram para uma maior disseminação e aumento do número médio de citações que um artigo recebe. Lawrence postula que papers que são mais fáceis de acessar são usados mais frequentemente e portanto, citados com maior frequência. Todavia, este argumento trabalha mais em prol da disseminação da pesquisa online do que do acesso livre per se.

## Direitos autorais
Tradicionalmente, é exigido do autor de um artigo que transfira o copyright do artigo para a editora do periódico. As editoras afirmam que isto é necessário para própria proteção dos direitos do autor e para coordenar as permissões para reimpressões ou outros usos. Todavia, muitos autores, especialmente aqueles em atividade no movimento de acesso livre, consideram isto insatisfatório e têm usado sua influência para efetuar uma mudança gradual rumo a uma licença apenas para publicação. Sob tal sistema, a editora possui a permissão para editar, imprimir e distribuir um artigo comercialmente, mas o(s) autor(es) retém os outros direitos para si mesmos.
Mesmo quando retém o direito autoral de um artigo, a maioria dos periódicos permitem que os autores continuem na posse de alguns direitos. Estes direitos geralmente incluem a capacidade de reutilizar partes do paper num trabalho futuro do autor e permitem que ele distribua uma quantidade limitada de cópias. No formato impresso, tais cópias são chamadas de reprints (reimpressões); no formato eletrônico, são denominadas postprints. Alguns editores, por exemplo o American Physical Society, também garantem ao autor o direito de postar e atualizar o artigo em seu próprio website ou na de seus empregadores, bem como em servidores gratuitos de e-print, a permissão para que outros usem ou reutilizem as imagens e até para reimprimir o artigo, desde que não seja cobrado nenhum pagamento. A ascensão dos periódicos de acesso aberto, nos quais o autor retém os direitos autorais mas deve pagar uma taxa de publicação, tal como a família de periódicos Public Library of Science, é outra resposta recente às preocupações quanto aos direitos autorais.

## Leituras complementares
- ABEL, R.E. et al. "Scholarly Publishing: Books Journals, Publishers, and Libraries in the Twentieth Century". N.Y.: Wiley, 2002. ISBN 0471219290
- KING, D.W. et al. "Scientific Journals in the United States: their Production, Use, and Economics". Stroudsberg, PA: Hutchinson-Ross, 1981 ISBN 0879333804
- MEADOWS, A.J. (ed.) The Scientific Journal. Londres: Aslib, c1979. ISBN 0851421180
- PESSANHA, Charles. Critérios editoriais de avaliação científica: notas para discussão. "Ciência da Informação", 27(2): 226-229. Mai-Ago/1998.
- SOUZA, Maria Fernanda Sarmento e; VIDOTTI, Silvana Aparecida Borsetti Gregório; FORESTI, Miriam Cell Pimentel Porto. (2004). Critérios de qualidade em artigos e periódicos científicos: da mídia impressa à eletrônica. Campinas. Transinformação. v.16, n.1, p. 71-89, jan./ abr.2004.
- YAMAMOTO, Oswaldo H. Avaliação de periódicos científicos brasileiros da área da psicologia. "Ciência da Informação", 31(2): 163-177. Mai-Ago/2002.

### Em inglês
- Shaping Written Knowledge: The Genre and Activity of the Experimental Article in Science (e-book) por Charles Bazerman
- Online Or Invisible? por Steve Lawrence do NEC Research Institute
- 'Free at Last: The Future of Peer-Reviewed Journals' por Stevan Harnad
- Bibliography of Findings on the Open Access Impact Advantage
- Ligações para revistas científicas eletrônicas de todo o mundo
- Electronic publishing in science: changes and risks por Otto Kinne
- The scientific communication life-cycle model por Bo-Christer Björk

### Em português
- O periódico científico por Palmira Moriconi Valerio em DAPesquisa, agosto de 2004/julho de 2005, vol. 1, nº 2.
- Roteiro para elaboração de artigos científicos por Grupo de Pesquisas IBES.